# Los Manolos
Los Manolos és un grup musical de rumba catalana originari de la ciutat de Barcelona.

## Història

### Orígens
Els orígens de Los Manolos es remunten a finals de l'any 1989, quan deu amics de Barcelona, aficionats a la rumba catalana, començaren a practicar aquest gènere combinant-lo amb instruments i actitud rockera.
En el seu repartori s'hi podien trobar rumbes de Peret i Gato Pérez, adaptacions de temes no rumbers ("All My Loving", "Strangers In The Night" de Bert Kaempfert o "El meu avi", per exemple) i algunes cançons de creació pròpia com "Esa rumba va", "Dame un beso" o "Hazme un francés, Inés".
Les actuacions que feren i el seu ‘look’, compost per vestits amb la solapa de la camisa tipus avió, pantalons amb pota d'elefant, ulleres de sol de mirall i patilles postisses, cridaren l'atenció d'alguns periodistes i de la multinacional RCA (BMG-Ariola), que els fitxà després d'actuar en una festa.

### "Pasión Condal", disc de Platí
El seu primer disc, Pasión condal, gravat l'any 1991, arribà a estar situat en el segon lloc en vendes a Espanya i es convertí en el tercer disc espanyol més venut durant l'any. La versió del tema "All My Loving" de The Beatles assolí el tercer lloc i fou considerada anys més tard pel diari El País com la cançó de l'estiu del 1992.
Aquest mateix any gravaren el segon disc, Dulce veneno, i actuaren a la Cerimònia de Clausura dels Jocs Olímpics de Barcelona 1992, a la qual varen cantar, entre d'altres, la seva versió de El meu avi. També gravaren una versió d'Amics per sempre, himne d'aquells Jocs i amb la qual assoliren el tercer lloc en vendes a Espanya.

### Evolució
Amb l'abandonament de la formació de tres membres (Rogeli Herrero, Joan Herrero i Xavier Calero), el tercer disc de Los Manolos, Bailes Regionales, arribà el 1994.
El 1995 Rafa Soriano deixà el grup, mentres que els membres restants fundaren la productora-cooperativa Ventilador Music, que tenia com a objectiu donar a conèixer grups de l'àmbit de les músiques d'arrel. El quart disc, Robando gallinas, fou editat per aquesta productora mateixa i arribà el 1998, quan també havien abandonat el conjunt Ramon Grau i José Luis Muñoz.
El 2003, els quatre membres que quedaven en actiu (Josep Gómez, Andreu Hernández, Carles Lordan i Toni Pelegrín) feren un concert de comiat al Mercat de Música Viva de Vic.
Un any més tard, els tres components que havien deixat el grup el 1993 reprengueren el projecte amb un recopilatori que a més incluïa alguns temes nous i que es titulà Nainoná.
Des de les primeres escissions, els deu membres originals es reuniren en algunes ocasions especials, com al desè aniversari dels Jocs Olímpics de Barcelona 1992, en un macroconcert organitzat dins dels actes del “No a la guerra” i en el disc homenatge Per al meu amic... Serrat.
A partir de 2004 el grup inicia una nova etapa. Els anys 2008, 2009, 2010, i 2011 han realitzat més de 80 concerts. Entre aquests, destaquen l'actuació a l'escenari principal del Mercat de la Música Viva de Vic davant de 15.000 persones, la inauguració de l'espai del Castell de Montjuïc davant de 10.000 persones. el "Viña" de Paiporta davant de 8.000 persones, l'actuació al "Petróleo Rock" davant de 5.000 persones, l'actuació a l'Expo de Saragossa, amb Peret, davant de 10.000 persones, l'actuació al Festival de Flamenc de Barcelona. L'actuació a la sala "Luz de Gas" de Barcelona esgotant les 1.000 entrades disponibles. També han participat en les tres Diades Rumberes organitzades per FORCAT.
En 2008, dos dels seus membres, Ramon Grau y Toni Pelegrín forman la banda Rumba Tarumba (http://www.rumbatarumba.com)
El 2017 torna la formació original de Los Manolos i publiquen el disc "Manolos, suban al escenario". L'enregistrament recull els seus grans èxits revisats amb la col·laboració d'artistes com Peret, Victoria Abril, El Sevilla, Ojos de Brujo, Los Delinqüentes i Tomasito, Sabor de Gràcia, La Troba Kung-Fu, Tonino Carotone, Dive Dibosso, Manel Fuentes, Queco Novell i Omar Sosa. Los Manolos han iniciat la gira 2017 tancant el Festival Viña Rock a Villarrobledo. En 2017 es compleixen 25 anys de les Olimpíades de Barcelona 92 i Los Manolos volen celebrar-ho amb tothom.
L'any 2023 Los Manolos han participat a la gira "Yo fui a EGB" que els ha portat a actuar per tota la geografia espanyola.
Al novembre de 2023 han col·laborat amb Tacho en el single "El premio gordo" i amb els Xiula en el tema "Mal malalt" . Els podeu escoltar també a totes les plataformes.

## Discografia
- Pasión Condal (RCA, 1991).
- Dulce veneno (RCA, 1992).
- Bailes regionales (Horus, 1994).
- Robando gallinas (Ventilador Music, 1998).
- Nainoná (Vale Music, 2004).
- Manolos, suban al escenario (Promoarts Music, 2017).
- The Tyets/Los Manolos "La dels Manolos" (Luup records) 2021
- Tacho/Los Manolos "El premio gordo" (Ventilador Music) 2023